# MyWay Airlines
MyWay Airlines (georgisch მაივეი ეარლაინს) ist eine georgische Fluggesellschaft mit Sitz in Tiflis und Basis auf dem Flughafen Tiflis, die 2017 gegründet wurde.

## Geschichte
Im Mai 2016 gab die chinesische Hualing Group bekannt, eine international operierende Fluggesellschaft mit Basis in Georgien aufzubauen. Die Gesellschaft wurde 2017 mit dem Ziel gegründet, Flüge zwischen Asien und Europa anzubieten. Am 3. April 2018 nahm die Fluggesellschaft mit einem Flug zwischen Tiflis und Teheran den Verkehr auf.
Seit dem 28. Juni 2018 verbindet MyWay Airlines Tiflis dreimal in der Woche mit Tel Aviv. Die Fluglinie gab Pläne bekannt, bald Flüge nach Moskau, Minsk, Dubai, Sankt Petersburg, Samara und Peking (über Ürümqi) anbieten zu wollen. Hierzu bestellte MyWay Airlines zwei weitere Boeing 737-800.

## Flugziele
MyWay Airlines fliegt von ihrer Basis auf dem Flughafen Tiflis vor allem Ziele in Asien und Süd- bzw. Osteuropa an, darunter national Batumi sowie international Athen (seit 31. Oktober 2018), Charkiw, Kiew und Tel Aviv. 
Im Deutschsprachigen Raum wird Wien bedient. Weitere internationale Ziele sind geplant.

## Flotte

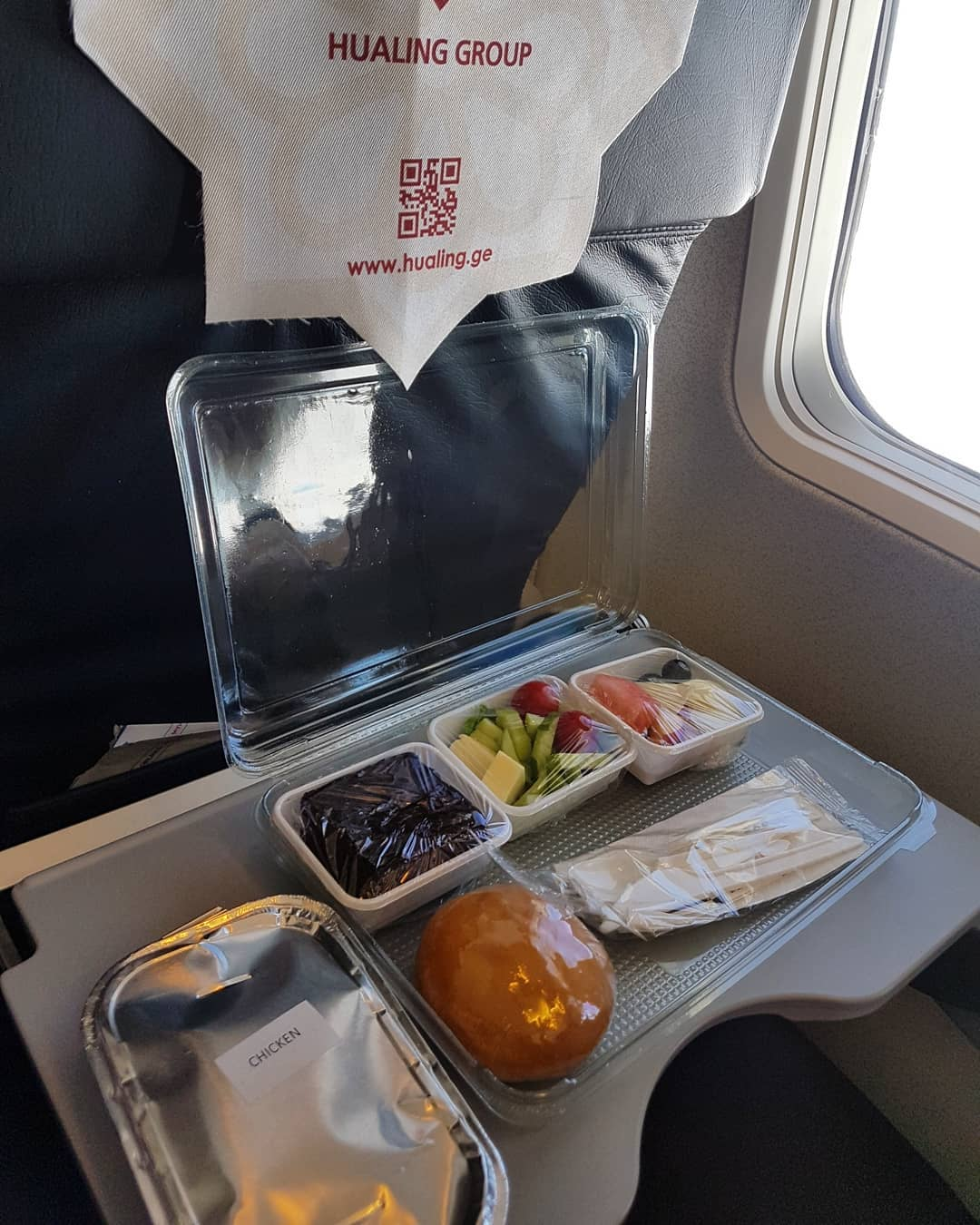
Bordverpflegung an Bord einer Boeing 737-800 der MyWay Airlines

Mit Stand Juli 2023 besteht die Flotte der MyWay Airlines aus zwei Flugzeugen mit einem Durchschnittsalter von 19,5 Jahren:
| Flugzeugtyp        | Anzahl             | bestellt           | Anmerkungen                 | Sitzplätze (Business/Economy) |
| Passagierflugzeuge | Passagierflugzeuge | Passagierflugzeuge | Passagierflugzeuge          | Passagierflugzeuge            |
| ------------------ | ------------------ | ------------------ | --------------------------- | ----------------------------- |
| Boeing 737-800     | 1                  |                    | betrieben für Badr Airlines | 170 (8/162)                   |
| Frachtflugzeuge    |                    |                    |                             |                               |
| Boeing 737-700F    | 1                  |                    |                             | -Fracht-                      |
| Gesamt             | 2                  |                    |                             |                               |